# Tales (kommun)
Tales är en kommun i Spanien.   Den ligger i provinsen Província de Castelló och regionen Valencia, i den östra delen av landet, 290 km öster om huvudstaden Madrid. Antalet invånare är 902. Arean är 14,5 kvadratkilometer. Tales gränsar till L'Alcúdia, Artana, Fanzara, Onda, Sueras/Suera och Alcudia de Veo. 
Terrängen i Tales är kuperad åt sydväst, men åt nordost är den platt.